# Жовтий Дмитро В'ячеславович

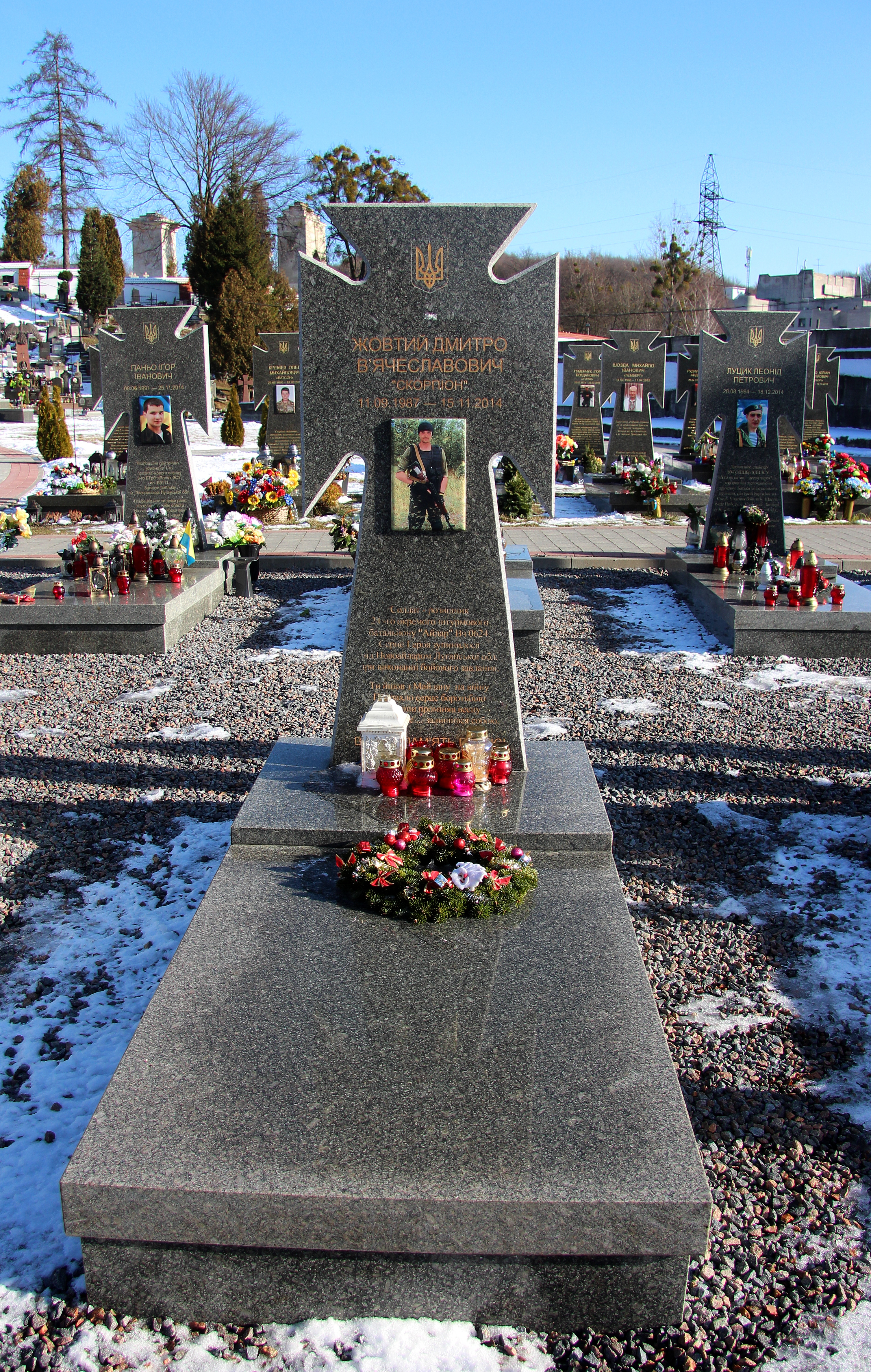
Пам'ятник на могилі Д. Жовтого

Дмитро́ В'ячесла́вович Жо́втий (11 вересня 1987, Львів — 15 листопада 2014, Новоайдар, Луганська область) — український військовик, учасник війни на сході України, солдат Збройних сил України, розвідник (24-й батальйон територіальної оборони «Айдар»), псевдо «Скорпіон». Учасник Революції Гідності.

## Життєпис
Закінчив львівську СЗОШ № 68, працював на заводі ЛОРТА.
Брав активну участь у подіях Революції Гідності. Після Майдану записався добровольцем.
У червні 2014 року під Луганськом закрив собою побратимів від розриву гранати, був важко поранений. У шпиталі одружився — свою майбутню дружину зустрів під час Майдану в Українському Домі, кохана була волонтеркою. Не долікувався та повернувся на фронт.
15 листопада 2014 року загинув у ДТП в Новоайдарі Луганської області.
17 листопада із Дмитром попрощались у Києві в Українському Домі. 18 листопада відбувся парастас в церкві святого Архистратига Михаїла, що на вул. Каховській у Львові. 19 листопада відбулося прощання біля будинку на вулиці Городоцькій, 313, у якому мешкав Дмитро. Похований 19 листопада 2014 року на Личаківському цвинтарі у Львові, поле почесних поховань № 76.

## Нагороди та вшанування
- Указом Президента України № 161/2017 «Про відзначення державними нагородами України» від 13 червня 2017 року «за особисту мужність, виявлену у захисті державного суверенітету та територіальної цілісності України, самовіддане виконання військового обов’язку» нагороджений орденом «За мужність» III ступеня (посмертно)[5].
- нагороджений відзнакою «Народний Герой України» (посмертно).